# Komotini
Komotini (græsk: Κομοτηνή; bulgarsk: Гюмюрджжина (Gyumyurdjina)}; tyrkisk: Gümülcine) er en by i periferien Østmakedonien og Thrakien i det nordøstlige Grækenland. Den er hovedstad i Rhodope. Det var det administrative centrum for Rhodope-Evros superpræfekturet indtil det blev afskaffet i 2010 ved Kallikratis-planen. Byen er hjemsted for Demokritus Universitetet i Thrakien, som blev grundlagt i 1973. Komotini er hjemsted for et betydeligt tyrkisktalende muslimsk mindretal af tyrkisk afstamning. De blev udelukket fra befolkningsudvekslingen i 1923.
Komotini er bygget på den nordlige del af sletten af samme navn og er et af de vigtigste administrative, finansielle og kulturelle centre i det nordøstlige Grækenland og også et vigtigt landbrugs- og avlscenter i området. Det er også en vigtigt trafikknudepunkt, beliggende 795 km nordøst for Athen og 281 km nordøst for Thessaloniki. Demokritus-universitetet gør Komotini til hjemsted for tusindvis af græske og internationale studerende, og dette, kombineret med en eklektisk blanding af vestlige og orientalske elementer i byens dagligdag, har gjort den til en attraktiv turistdestination.

## Geografi
Byen ligger i en højde på 32-38 m på den thrakiske slette nær foden af Rhodope-bjergene. Den ligger mellem to floder, Boklutzas i vest og Trelohimaros i øst (som sammen med Karidia-bækken danner Bosbozis-floden). Der er kun lidt byplanlægning i de ældre dele af byen, i modsætning til de nyere udviklede kvarterer. Ifølge folketællingen i 2011 udgør kommunens befolkning 66.919 indbyggere, et tal, der ikke omfatter ca. 12.000 herboende studerende, praktikanter og soldater. Der er to lufthavne i nærheden af Komotini. Den nærmeste er i Alexandroupoli (65 km), og den anden er i Kavala (80 km). Der er tog- og busforbindelser til alle byer på det græske fastland samt Istanbul, og det gode vejnet i provinsen er blevet suppleret med den nye Egnatia Odos-motorvej.